# Honey West
Honey West è una serie televisiva statunitense in 30 episodi trasmessi per la prima volta nel corso di una sola stagione dal 1965 al 1966. Il personaggio principale della serie, la detective Honey West, è tratto dalla serie di romanzi di Skip e Gloria Fickling. La serie è inoltre uno spin-off di La legge di Burke, essendo il personaggio di Honey West apparso già in quella serie  interpretato da Anne Francis, nell'episodio  del 2 aprile 1965.
Per questo personaggio, nel 1966 Anne Francis vinse il Golden Globe.

## Trama
Honey West è un'investigatrice privata che indaga sui casi che le vengono proposti con l'aiuto del suo assistente Sam Bolt. Honey comunica con Sam attraverso una radio nascosta nel suo rossetto. Ha un esotico felino domestico, un ocelotto di nome Bruce, e usa una serie di strumenti semifuturistici alla James Bond, come orecchini che iniettano gas lacrimogeno. West è cintura nera di judo, come Sam.

## Personaggi
- Honey West (30 episodi, 1965-1966), interpretata da	Anne Francis.
- Sam Bolt (30 episodi, 1965-1966), interpretato da	John Ericson, assistente di Honey West.
- zia Meg (17 episodi, 1965-1966), interpretata da	Irene Hervey.
- tenente Barney Keller (5 episodi, 1965-1966), interpretato da	Ken Lynch.
- maggiordomo (5 episodi, 1965-1966), interpretato da	Don Gazzaniga.
- tenente Coombs (3 episodi, 1965-1966), interpretato da	Peter Leeds.
- Tripp  (2 episodi, 1965-1966), interpretato da	Larry D. Mann.
- tenente Kovacs (2 episodi, 1965-1966), interpretato da	Michael Fox.
- Artie Dixon (2 episodi, 1966), interpretato da	Norman Alden.
- Arthur Durant (2 episodi, 1965-1966), interpretato da	Lou Krugman.
- Buddy (2 episodi, 1965), interpretato da	Nino Candido.
- Chemist Grady (2 episodi, 1965-1966), interpretato da	Jonathan Hole.
- Ding Dong  (2 episodi, 1966), interpretato da	Charles Horvath.
- Miss Dawn (2 episodi, 1965-1966), interpretata da	Lonnie Fotre.

## Produzione
La serie fu prodotta da Four Star Productions. Il personaggio di Honey West era stato creato da Gloria e Forrest E. "Skip" Fickling sotto lo pseudonimo di "G.G. Fickling" alla fine degli anni 50. "G.G." rappresenta le iniziali della moglie di Forrest, Gloria Gautraud, che l'uomo aveva sposato nel 1949.
Prodotta da Aaron Spelling, la serie era destinata ad avere come protagonista Honor Blackman che Spelling aveva notato nei ruoli di Cathy Gale in Agente speciale e Pussy Galore in Goldfinger ma la Blackman aveva rifiutato la parte.
Honey West fu cancellata dopo una sola stagione a causa della concorrenza con la serie Gomer Pyle, U.S.M.C. e perché la rete aveva deciso che sarebbe stato più conveniente importare Agente speciale dalla Gran Bretagna facendolo andare in onda nella stessa fascia oraria piuttosto che continuare a produrre una serie propria.

### Registi
Tra i registi della serie sono accreditati:
- James H. Brown (6 episodi, 1966)
- John Florea (3 episodi, 1965-1966)
- Murray Golden (3 episodi, 1965-1966)
- Paul Wendkos (3 episodi, 1965)
- Thomas Carr (3 episodi, 1966)
- John Peyser (2 episodi, 1965)
- Sidney Miller (2 episodi, 1966)

## Distribuzione
La serie fu trasmessa negli Stati Uniti dal 1965 al 1966 sulla rete televisiva ABC. 
In Italia è stata trasmessa con il titolo Honey West.
Alcune delle uscite internazionali sono state:
- negli Stati Uniti il 17 settembre 1965 (Honey West)
- in Finlandia (Hunajapupu)
- in Messico (La rubia peligrosa)
- in Spagna (La rubia peligrosa)
- in Italia (Honey West)

## Episodi
| Stagione       | Episodi | Prima TV USA |
| -------------- | ------- | ------------ |
| Prima stagione | 30      | 1965-1966    |